# Austrophorocera macquarti
Austrophorocera macquarti là một loài ruồi trong họ Tachinidae.